# زعرتي
الزعرتي أو الختان أو المطهر هو ذلك الشخص الذي يقوم بعملية ختان للأطفال والصبيان.

## في العراق
في أواسط القرن الماضي جرت العادة في بغداد أن يكون الزعرتي يهوديا، وهناك بعض الزعرتية من المسلمين كبار السن, ومع تقدم الزمن أخذ هؤلاء الزعرتية يقلون وتحول الناس للاستعانة بمضمد أو طبيب المستشفى المحلي.
تصاحب عملية الختان طقوس طريفة خصوصا أن الذي سيطهر الابن البكر فيؤتى بالطفل لابسا دشداشة (ثوب) أبيض ويقوم الزعرتي بعمله بواسطة الموسى وبعض المطهرات. وعادة ما تكون عملية الطهور في حوش البيت على صوت الدفوف والتكبير والصلاة على محمد ويداعب الطفل للفت انتباهه عن ما سيقوم به الزعرتي ويعطى بعض الحلويات واللعب، ويوضع الطفل في حجر والده أو فوق طاولة مغطاة بشرشف أبيض وتتم العملية بسرعة وسط الهلاهل (الزغاريد) والصلوات.
بعد عملية الختان يعقم مكان الجرح ويلف بقطعة قماش وفي اليوم الثاني يحضر الزعرتي لتغيير قطعة القماش.
تقوم بعض الأمهات بعمل نذر بعد تطهير طفلها وتوزع الحلويات والمكسرات واللعب البسيطة على أطفال المحلة والأهالي وقد تعقد وليمة يذبح فيها خروف, تستغل بعض العوائل الميسورة بأجراء عملية ختان مجانية لبعض أطفال المحلة رقيقي الحال مجانا.
يكرم الزعرتي بعض المال وعلى قدر مكانة أبو الطفل وعائلته.
و كلمة زعرتي قديمة أستعملت منذ زمان سحيق في وادي الرافدين أذ يقول البعض انها بابلية الأصل

## اقرأ أيضاً
- ختان